# Stadio Ezio Scida
Lo stadio comunale Ezio Scida è un impianto sportivo situato nella città italiana di Crotone.
Maggiore arena scoperta della città calabrese, è sede degli incontri casalinghi del Crotone, principale club calcistico locale, nonché delle partite interne della selezione di football americano degli Achei Crotone.
L'impianto è intitolato alla memoria del calciatore crotonese Ezio Scida, morto in un incidente stradale mentre si recava in trasferta con la squadra pitagorica.

## Storia
I lavori di costruzione dell'impianto vennero avviati nel 1935, ma in seguito interrotti per motivi bellici; terminata la guerra ripresero i lavori di costruzione, che terminarono nel 1946; lo stadio venne poi inaugurato nello stesso anno. L'intitolazione a Scida si dovette all'iniziativa di Silvio Messinetti, all'epoca sindaco di Crotone e presidente del club calcistico locale.

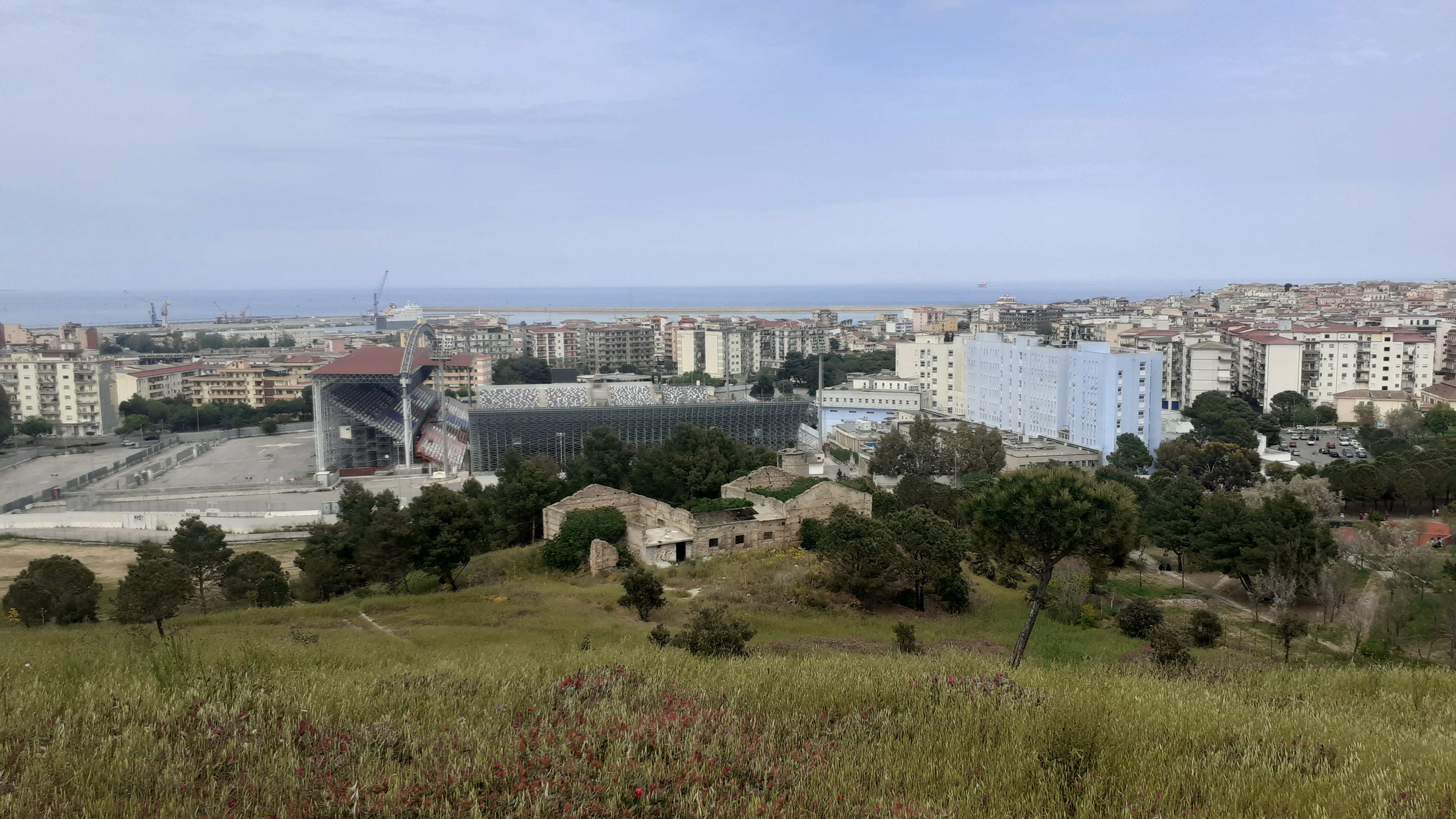
Vista dello stadio (a sinistra) e dell'ospedale (a destra): la peculiare prossimità tra le due strutture permette ai degenti dei piani alti del nosocomio di seguire le partite del Crotone direttamente dalle finestre, offrendo così una particolare prospettiva che di fatto rende l'ospedale un "settore speciale" dello stadio.

Sebbene dal 1981 l'area su cui l'impianto sorge sia stata dichiarata inedificabile dalla soprintendenza all'archeologia, belle arti e paesaggio per le province di Catanzaro, Cosenza e Crotone in quanto insistente sopra i resti del quartiere artigianale dell’antica Kroton (tra i maggiori centri urbani della Magna Grecia), lo stadio non è stato abbandonato; al contrario, col passare dei decenni è stato più volte ristrutturato ed ampliato.
Nella sua conformazione originaria, l'arena poteva ospitare fino a circa 5000 spettatori, suddivisi su due tribune laterali (delle quali una coperta) e una singola curva sul lato meridionale del prato (sede dei collettivi della tifoseria organizzata crotonese).
Complici le crescenti fortune del calcio crotonese, nel 1999 venne aggiunta un'ulteriore curva sul lato nord (capace di 980 posti) e successivamente si provvide a ingrandire la tribuna scoperta (portata a 2500 posti), la tribuna coperta (2329 posti) e il settore ospiti (834 posti). Un anno dopo, allorché il Crotone ottenne la promozione in Serie B, venne riedificata la curva sud (ampliata a 2940 posti). La capienza totale passò a 9400 spettatori, presto ulteriormente aumentati a 11 640.
Gli interventi più incisivi ebbero luogo negli anni 2010: nel febbraio 2014 il Comune di Crotone finanziò la ristrutturazione della tribuna distinti (che venne dipinta nei colori sociali rossoblù del Football Club Crotone), Dopo la promozione in Serie A dei pitagorici, conseguita nel 2016, si è infine provveduto ad ampliare lo stadio a circa 16 500 posti (conformemente alle norme in vigore per il massimo campionato italiano): tale risultato è stato ottenuto mediante l'implementazione di nuove gradinate in tubi metallici e la modernizzazione degli spalti preesistenti. Al contempo sono stati ammodernati i locali tecnici, ampliati i varchi d'accesso e potenziato l'impianto di videosorveglianza.
Per consentire la messa in opera di tali interventi (che vennero rallentati a causa dei vincoli imposti - e poi derogati - dalla già citata Soprintendenza archeologica), il Crotone dovette disputare le prime gare della stagione 2016-2017 allo stadio Adriatico di Pescara. Il "nuovo" Scida venne infine riaperto il 23 ottobre 2016 con la disputa della gara di campionato Crotone-Napoli, vinta dagli ospiti per 1-2.
Il significativo ampliamento della tribuna principale aveva bensì comportato l'asportazione della tettoia a protezione della stessa: lo stadio rimodernato presentava dunque una configurazione completamente priva di ripari dagli agenti atmosferici. Ciò causò le proteste di alcuni tifosi, i quali lamentarono di essersi abbonati ad un settore che - sulla carta - avrebbe invece dovuto essere provvisto di copertura. A tale inconveniente venne posto rimedio nell'estate del 2017, allorché venne montata una copertura parziale della tribuna centrale (a mezzo di tettoia prefabbricata retta da tralicci metallici).
Sempre nel precampionato 2017-2018 vennero praticati ulteriori lavori di miglioramento dell'arena, con l'abbassamento delle barriere di separazione tra spalti e campo (fatta salva la Curva sud) e l'installazione di un maxischermo al di sopra della Curva nord.
Nel luglio 2018, essendo scaduta la deroga di due anni per il temporaneo aumento di capienza, la Soprintendenza ai Monumenti diniega il rinnovo, con la diffida a rimuovere le tribune amovibili sorte su reperti archeologici e il 24 agosto 2018 lo stadio viene dichiarato inagibile. Il 17 settembre 2018 il TAR annulla il decreto di inagibilità.

## Incontri di selezioni nazionali
Il 28 novembre 2012 lo Scida ha ospitato una partita amichevole tra la selezione B Italia e la PFN (nazionale di seconda divisione russa), risoltasi in un pareggio a reti inviolate.
Il 16 ottobre 2018 lo Scida ha ospitato una gara della nazionale under 20 italiana contro i pari età del Portogallo.
Il 19 marzo 2025 lo Scida, nell’ambito dell’UEFA Elite Round Nazionale, ha ospitato una gara Under-19 tra Italia e Lettonia.
| Arbitro: | Küçük |

|             |           |            |
| Ekhator 28’ | Marcatori | 87’ Joksts |

| Arbitro: | Myć |

|              |           |                             |
| Scamacca 52’ | Marcatori | 36’ Pedro Correia 65’ Quina |

| Crotone 28 novembre 2012, ore 12:00 CEST | B Italia   | 0 – 0 referto | PFN Russia | Stadio Ezio Scida (10.000 spett.)\| Arbitro: \| Cervellera \| |
| Arbitro:                                 | Cervellera |               |            |                                                               |

| Arbitro: | Orta |

|                      |           |            |
| Zorri 8’ Tuttino 30’ | Marcatori | 46’ Ščasná |

## Eventi extrasportivi
Lo stadio Scida accoglie anche eventi di massa di natura non sportiva, quali ad esempio concerti pop:
- 1977 - Vasco Rossi, Radio Estate Giovani (26 agosto)
- 1978 - Rino Gaetano   (23 agosto)
- 1982 - Pooh, European Tour '82 (29 luglio)
- 1985 - Festivalbar '85 (5 luglio)
- 1985 - Vasco Rossi, Cosa Succede In Città Tour (17 agosto)
- 1987 - Antonello Venditti, Tour Venditti & Segreti (14 agosto)
- 2010 - Gigi D'Alessio, Questo sono io World Tour 2010 (10 agosto)
- 2016 - Le Rivoltelle, Promozione del F.C. Crotone in Serie A (21 maggio)

## Dati tecnici
Lo stadio, al termine dei lavori di riallestimento del 2016, presenta una struttura composita a pianta rettangolare. Gli spalti (capaci di un totale di 16 640 posti a sedere, tutti  dotati di seduta autonoma) si articolano in quattro settori indipendenti e non raccordati, così distribuiti:
- Tribuna principale: settore più capiente dell'impianto, ospita 6838 posti suddivisi in un livello inferiore costruito in muratura e uno superiore in tralicci metallici, al culmine del quale vi sono anche sei postazioni per operatori giornalistici. Ospita al suo interno i locali tecnici dell'impianto e sovrasta le panchine. Dal 2017 è parzialmente dotata di copertura.
- Tribuna Distinti: opposta alla tribuna principale, accoglie 2479 posti, più ulteriori postazioni a beneficio dei giornalisti.
- Curva sud: sede degli ultras locali, dal 2001 è intitolata a Giorgio Manzulli, tifoso crotonese. Costruita integralmente in prefabbricato metallico, ospita 5509 posti suddivisi su due livelli.
- Curva nord: costruita parzialmente in tubatura metallica e parzialmente in calcestruzzo, dispone di 834 posti riservati alle tifoserie ospiti (opportunamente protetti e recintati) e ulteriori 980 posti per i supporters casalinghi. Al di sopra di essa dal 2017 è installato l'unico maxischermo dell'impianto.

Data l'assenza di strutture intermedie (pista di atletica leggera, velodromo o analoghi ausili), gli spalti affacciano direttamente sui bordi del terreno di gioco, il quale risulta orientato di 30° in direzione n-n/e. Il prato è in erba naturale e misura lateralmente 105 x 68 m.
Quattro torri-faro angolari (alloggiate negli spazi tra i quattro settori degli spalti) assicurano l'illuminazione notturna dell'arena, 
È il terzo impianto sportivo più grande della Calabria.